# Prologo del Vangelo secondo Giovanni

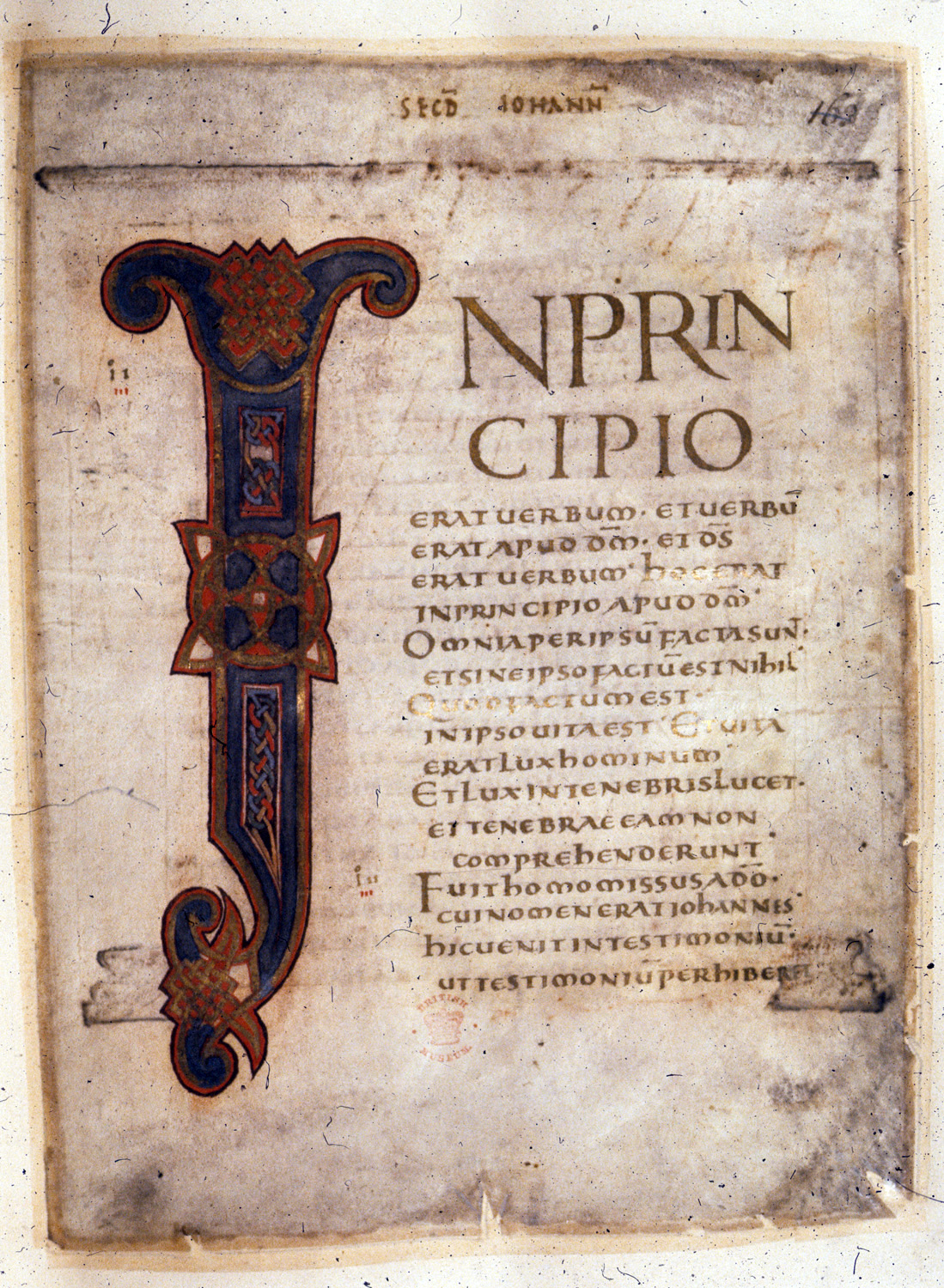
Prima pagina del Vangelo di Giovanni dai Vangeli dell'Incoronazione, X secolo.

Il Prologo del Vangelo secondo Giovanni, testo capitale del cristianesimo primitivo, costituisce l'incipit del Vangelo secondo Giovanni ed è anche detto Inno al Logos perché gli studiosi ed esegeti di tale testo sono giunti alla conclusione trattarsi di una rielaborazione realizzata da Giovanni stesso e dai suoi discepoli di un preesistente "Inno al logos".
Nel prologo sono condensati tutti i temi principali sviluppati successivamente nel Vangelo secondo Giovanni, tra cui quello della Trinità.
È considerato il primo trattato cristologico della storia. 1 Gv 1,1-4 fu il primo commento al prologo.
Tale scritto e gli scritti ad esso affini hanno avuto la loro culla di nascita in una ben precisa comunità del cristianesimo primitivo, quella costituitasi in Asia Minore a Efeso e nelle località limitrofe facenti capo alla guida Giovanni e alla stessa Maria che aveva seguito Giovanni su indicazione di Gesù stesso nel fuggire alle persecuzioni a Gerusalemme dove era stanziata la comunità madre del cristianesimo primitivo.

## Questioni di storia editoriale
Il Vangelo secondo Giovanni è stato scritto originariamente in greco. Il testo, tuttavia, contiene latinismi ed ebraismi. Questo vangelo è molto diverso rispetto agli altri: ci sono molte meno parabole, meno miracoli, non vi è accenno all'eucaristia, al Padre nostro, alle beatitudini. Compaiono invece nuove espressioni per indicare Gesù.
Secondo la tradizione l'autore è uno dei dodici apostoli, quello prediletto.

## Il Prologo o Inno al Logos
"Inno al Logos"
e il Logos era presso Dio

e il Logos era Dio

Questi era in principio presso Dio.

Tutto è venuto ad essere
 per mezzo di Lui, 

e senza di Lui
nulla è venuto ad essere
 di ciò che esiste.

In Lui era la vita
 e la vita era la luce degli uomini

e questa luce splende ancora nelle tenebre

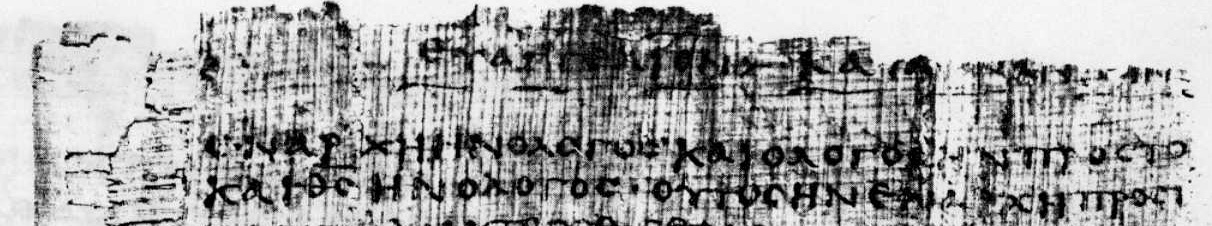
Il famoso "Prologo" giovanneo o "Inno al Logos" nei reperti risalenti all'anno 200 del Papiro 66 detto anche Papiro Bodmer II attualmente conservato a Ginevra

Qui di seguito è riportata la traduzione del "Prologo" Giovanneo tratta dalla Bibbia interconfessionale approvata dalle principali chiese cristiane.
la Parola era con Dio,

la Parola era Dio.

Egli era al principio con Dio.
Per mezzo di lui Dio ha creato ogni cosa.

Senza di lui non ha creato nulla.
Egli era la vita

e la vita era luce per gli uomini.

Quella luce risplende nelle tenebre

Del testo vi è poi la traduzione latina a scopi liturgici.

## Il tema del Logos

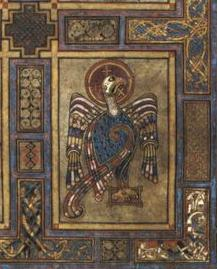
L'evangelista Giovanni viene anche designato Aquila Spirituale per via della profondità della sua visione teologica

La principale tematica trattata da Giovanni è senza alcun dubbio la sua originale concezione ebraico ellenistica del Messia identificato con il logos che per Giovanni è paragonabile a quell'archè che a partire da cinque secoli prima i fondatori della filosofia già trattarono prima di lui e che videro di volta in volta identificato nell'acqua (Talete), nell'ápeiron (Anassimandro), l'aria (Anassimene), il fuoco o il logos nella concezione propria di Eraclito, il numero (Pitagora), il dio-tutto di Senofane o ancora l'Essere di Parmenide, l'amore e l'odio nella concezione propria di Anassagora, il movimento degli atomi in Democrito o infine il mondo delle idee di Platone fino ad arrivare appena tre secoli prima del Logos Giovanneo al motore che nella concezione propria di Aristotele pur essendo immobile tutto muove.
Così Giovanni con questa sua originale concezione del Cristo costituisce anche un ponte tra due mondi culturali e civiltà diverse: quella ebraica e quella greca.
Con pochi tratti grazie alla sua estrema capacità di sintesi traccia la storia dell'intero universo a partire proprio dal logos che era in principio nel proverbiale "Prologo" del suo vangelo.
E qui non manca di precisare che questo logos è quel messia già annunziato dagli antichi profeti di Israele, e questo messia è il cristo che senza rimanere nel vago chiama per così dire con nome e cognome: Gesù di Nazareth, più noto come maestro delle scritture di cui egli stesso è stato allievo, facente parte del suo entourage più stretto tra i numerosi apostoli e discepoli.
E ancora, allorché i suoi amici cristiani con un più marcato orientamento gnostico opteranno per una interpretazione più disincarnata e astratta del logos che era in principio egli ribadirà fermo e irremovibile contro questa concezione astratta la sua concezione del logos che era in principio fatto di corpo e sangue. Per Giovanni infatti il mistero dell'incarnazione del logos che era in principio non è un mistero in quanto anche lui in un certo senso come i moderni scienziati legati all'esperienza dei sensi dirà quasi omologandosi ad un empirista radicale: non vi parlo di astrazioni ma di.."ciò che noi abbiamo udito, ciò che noi abbiamo veduto con i nostri occhi,ciò che noi abbiamo contemplato e ciò che le nostre mani hanno toccato".."la vita si è fatta visibile".
In una parola così si firma alla fine del resoconto della sua esperienza diretta e vivente del Logos: io, Giovanni, "il testimone", come più semplicemente amava essere chiamato (Prima lettera di Giovanni).
Anni dopo e a partire da San Girolamo l'utilizzo che Giovanni fa del termine "Logos" viene reso con la traduzione in latino "Verbum"; da allora anche in italiano per lo più il concetto greco-giovanneo di Logos viene assimilato a "il Verbo".

### L'incarnazione del Logos fine della storia

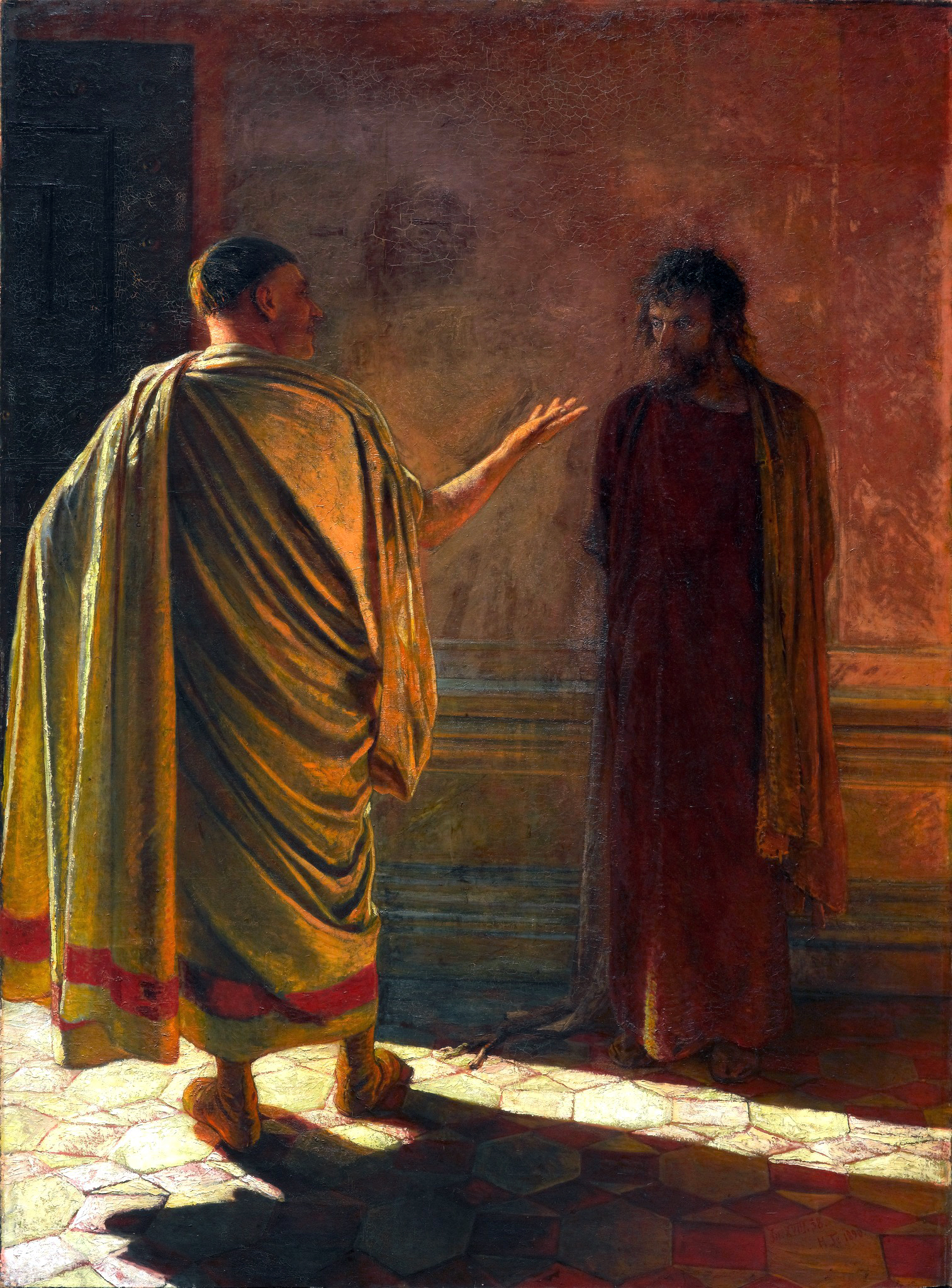
Il giudice Pilato a Gesù:"Cos'è Verità?"- Dipinto di Nikolai Ge

Come si può notare il resoconto-testimonianza della buona notizia così come viene riportata nell'interpretazione che Giovanni ne dà alla luce della sua grande capacità riflessiva inizia con le stesse parole con cui inizia l'interpretazione della storia universale riportata dalla Bibbia ebraica dalla quale lui stesso proviene e alla quale è stato formato sin dall'infanzia: "Bereshit" termine ebraico che in greco è reso con En Archè (Ἐν ἀρχῇ) ovvero "In Principio". 
Gv 1,1 si riferisce a un principio atemporale e trascendente, all'eternità del Verbo che da sempre e per sempre è immutabilmente uguale a se stesso; invece, Gn 1,1 si riferisce a un inizio nel tempo. Così si esprimono anche sant'Agostino e Giovanni Paolo II:
(De Trinitate, Libro XIII)
(Udienza generale del 6 novembre 1985)
In questo modo il prologo giovanneo che annuncia il tema portante tutta la visione giovannea del logos che era in principio, ripete lo schema della "Genesi", primo libro della Torah (la Legge) riallacciandosi così a tutta la tradizione dell'ebraismo dell'Antico Testamento, ma rielaborandola dal punto di vista di quanto lui aveva sperimentato nel corso della sua feconda oltre che lunga esistenza, e in questa continuità riflessiva introduce quello che è il tema centrale del quarto vangelo ovvero l'incarnazione di questo logos che era in principio quale vero novum storico dei nuovi tempi il quale a sua volta preludia all'apocalisse che va intesa come un evento che, se da un lato deve ancora avvenire, simultaneamente è già avvenuta in quanto la presenza nella storia della persona concreta di Gesù, presenza ormai irreversibile e incancellabile, è già la presenza della fine della storia all'interno della storia stessa. Detto in altri termini: la prima incarnazione del logos che era in principio, cioè Gesù, presente nell'uomo Giovanni stesso, questo è l'Apocalisse.
I versi 9-10 ("Era la luce vera che illumina ogni uomo che viene in questo mondo. Era nel mondo e il mondo fu fatto per mezzo di Lui e il mondo non lo conobbe") richiamano l'Incarnazione del Verbo. Infatti, la luce "che era nel mondo" e che "il mondo non riconobbe", l'Emmanuele, è identificata con colui per mezzo del quale "il mondo fu fatto": al verso 3 il Creatore è identificato col Verbo ("tutto è stato fatto per mezzo di lui, e senza di lui niente è stato fatto di tutto ciò che esiste"). Dunque, la luce venuta nel mondo e disconosciuta dal mondo è il Verbo fattosi carne. 
Con la frase "Questo [il Verbo] era in principio presso Dio" Giovanni previene l'errore del subordinazionismo, la tesi secondo cui Dio Figlio sarebbe inferiore a Dio Padre. Dapprima afferma che il Verbo era Dio e poi chiarisce che il suo essere "presso Dio" comporta l'esistenza di due persone divine realmente distinte l'una dall'altro: il Figlio è Dio come il Padre, unito nella volontà e nella maestà, ma è anche la seconda persona della Sss. ma Trinità, distinta da Dio Padre.

### Analisi linguistica
L'espressione "era presso Dio" (Gv 1,1) traduce il greco pròs tòn theón (letteralmente sarebbe "presso il Dio") dove:
( Dariusz Kowalczyk (Pontificia Università Gregoriana), Il mistero della Trinità secondo Joseph Ratzinger/Benedetto XVI (PDF), in Wrocław Theological Review, vol. 31, n. 2, 2023,  pp. 35–60. URL consultato il 25 gennaio 2025 (archiviato dall'url originale il 25 gennaio 2025). (ivi: p. 44))
Origene rileva che il prologo di Giovanni talora impiega l'articolo determinativo davanti al nome di Dio e, talaltra, no. La scelta non è lasciata al caso. 
La presenza o meno dell'articolo serve a spiegare il rapporto di identità/distinzione tra il Padre e il Figlio:
- ho theós, preceduto dall'articolo determinativo ho (dunque il «il Dio»), indica Dio Padre, l'Ingenerato;
- senza l'articolo designa Dio Figlio, il Logos che è Dio come il Padre ma è distinto realmente dal Padre (cfr. Commento a Giovanni, II, 13-14).

Se Giovanni avesse detto che "il Logos era il Dio" (con l'articolo) avrebbe escluso la distinzione tra il Padre e il Figlio.
Il prologo presenta una struttura poetica semitica dove dominano la paratassi tra proposizioni del medesimo e ordine di pensiero; il parallelismo, tipico della retorica semitica, figura retorica che espone un concetto e poi lo ripete subito in altra modo per rafforzarlo ed evitarne interpretazioni erronee. Nel prologo vi sono momenti di prosa ritmica (vv.6-8 e 15) che vi immettono "la forza della missione testimoniale di Giovanni il Battista".

### Differenti traduzioni dei primi due versi
Logos è a volte tradotto Parola, altre volte Verbo.
La più comune traduzione del primo e secondo passo del testo è:
«In principio era il Verbo, e il Verbo era presso Dio e il Verbo era Dio. Egli era, in principio, presso Dio»
(Revised Standard Version, King James Version, Diodati, Nuova Riveduta, Luzzi, World English Bible, A Conservative Version, Darby, Vulgata, C.E.I., Reina Valera).
Ci sono differenti traduzioni di entrambi i passi in questione, o talora solo di uno di essi, per esempio:
| La Good News Bible 1966-2001: e lui era lo stesso di Dio La Revised English Bible 1970-1989: e colui che era Dio, era la Parola La Bibbia del quattordicesimo secolo di Wycliffe (derivata dalla Volgata del quarto secolo): In principio era la Parola, e la Parola era con Dio, e Dio era la Parola 1956 The Wuest Expanded Translation: “In principio la Parola esisteva già. E la Parola era con Dio il Padre. E la Parola era assoluta Divinità nella sua essenza (nota: S. Wuest, Kenneth (1956). New Testament: An Expanded Translation. Wm. B. Eerdmans Publishing Company. p. 209. ISBN 0-8028-1229-5.) 1808 “e la parola era un dio” - Thomas Belsham The New Testament, in An Improved Version, Upon the Basis of Archbishop Newcome's New Translation: With a Corrected Text, London. 1864 “e dio era la Parola" The Emphatic Diaglott by Benjamin Wilson, New York and London. 1867 “In principio il Vangelo fu predicato dal Figlio. E il Vangelo era la Parola, e la Parola era con il Figlio, e il Figlio era con Dio, e il Figlio era di Dio” - The Joseph Smith Translation of the Bible. 1935 “e la Parola era divina” - The Bible—An American Translation, by John M. P. Smith and Edgar J. Goodspeed, Chicago. 1955 “La Parola era divina” - The Authentic New Testament, by Hugh J. Schonfield, Aberdeen. 1975 Das Evangelium nach Johannes, di Siegfried Schulz "e un dio (o, di specie divina) era la Parola", 1978 Das Evangelium nach Johannes, di Johannes Schneider "e di una sorta simile a Dio era il lógos", 1979 Das Evangelium nach Johannes, di Jürgen Becker "e un dio era il lógos" 2015 Watch Tower Bible and Tract Society of Pennsylvania. Testimoni di Geova: "In principio era la Parola, e la Parola era con Dio, e la Parola era un dio". 1808 "All'inizio era l'azione" - Faust, Johann Wolfgang von Goethe. |

## Uso nella liturgia
Nella liturgia cattolica tradizionale (Messa Tridentina) il Prologo del Vangelo secondo S. Giovanni viene letto ad ogni Messa dopo la benedizione, dal cornu Evangelii (lato sinistro) dell'altare, da una cartagloria. Come qualsiasi lettura evangelica viene preceduto dall'orazione Dominus vobiscum e dalla proclamazione Initium + Sancti Evangelii secundum Iohannem. Al versetto 5 et Verbum Caro factum est il sacerdote e con lui i fedeli genuflettono, per poi rialzarsi subito. Al termine del Prologo i ministri rispondono Deo gratias.
Questo rito è detto "Ultimum Evangelium".